# Linhof

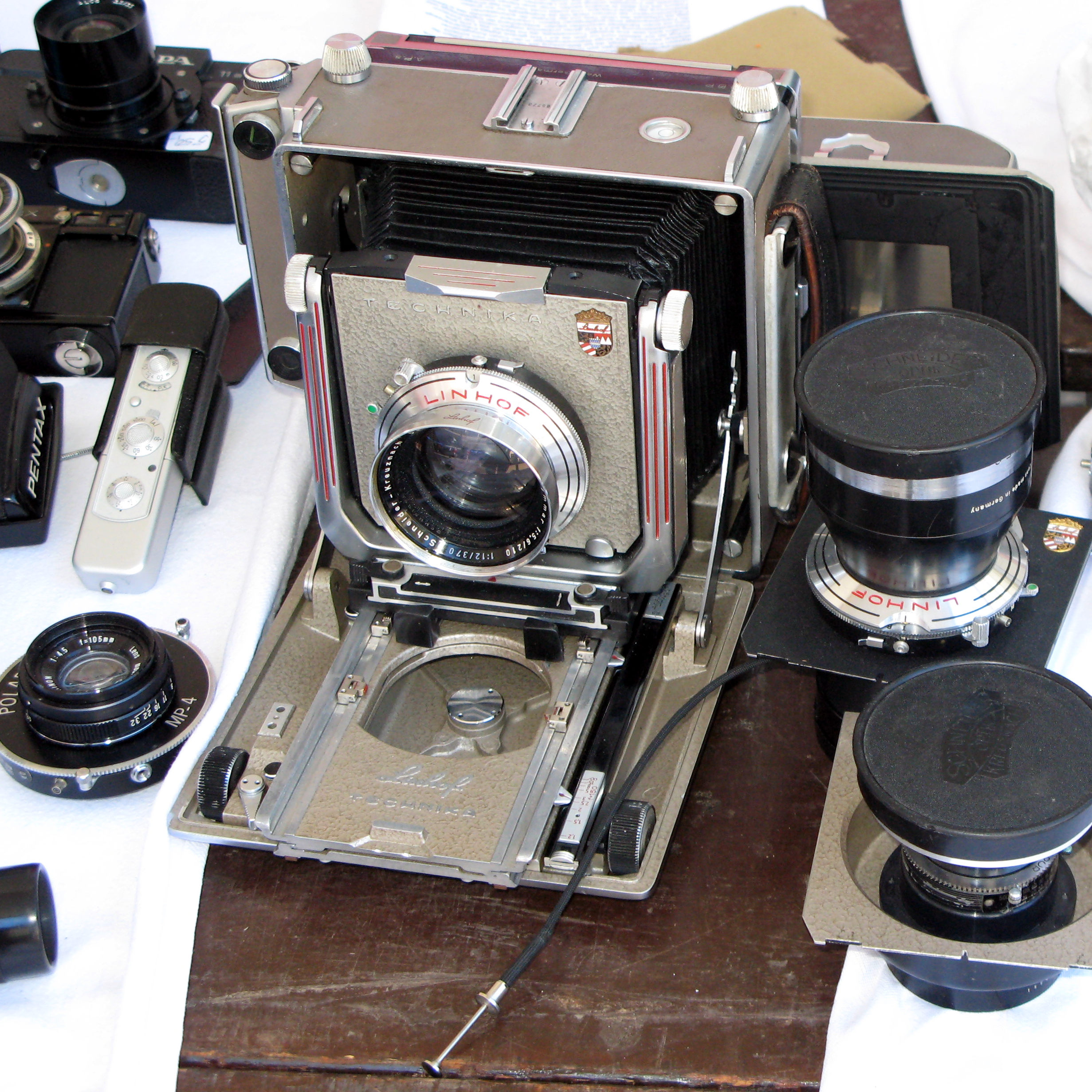

A Linhof egy német fotótechnikai cég, amely elsősorban közép- (56×56 mm) és nagyformátumú (6x9, 6x12cm stb.) fényképezőgépeket gyárt.
A céget egy műszerész: Valentin Linhof alapította 1887-ben. Először központi zárak gyártásával foglalkozott, és rögtön aranyérmet nyert velük Párizsban. Ez a zárszerkezet volt a világon az első, amit az objektívbe építettek. A cég már 1889-ben készített teljesen fémépítésű műszaki gépet, amikor más gépek még fából készültek.
Ma a Linhof az egyetlen cég, ami régi típusú kamerákat gyárt, miután a Gandolfi Archiválva 2013. június 3-i dátummal a Wayback Machine-ben és a Kodak is leállt vele.
A linhofok jellemzője a harmonika kihuzat, ezért a homlokfaluk és a hátfaluk minden irányban mozgatható. Ennek a jellegzetességnek köszönhető a műszaki-, főleg az épületfotózásban a perspektivikus torzítás felvételkori korrigálási lehetősége.

## Kamerák
(nem teljes lista)

### 6x9 cm
- Linhof Ur-Technika (1934)
- Linhof Technika
- Linhof Super Technika III
- Linhof Technika IV
- Linhof Super Technika IV
- Linhof Technika 70
- Linhof Studienkamera 70
- Linhof Super Technika V = Super Technika 23

### 4x5 inch
- Linhof 34 (1934–1936)
- Linhof Technika II (1937–1943)
- Linhof Technika Medizin (1937–1943)
- Linhof Standard Press
- Linhof Super Technika III
- Linhof Technika IV
- Linhof Super Technika IV
- Linhof Technika V
- Linhof Super Technika V
- Linhof Master Technika = Master Technika Classic
- Linhof Master Technika 2000

### 13x18 cm
- Linhof Technika
- Linhof Technika III
- Linhof Super Technika V

### 18x24 cm
- Linhof Präzisionskamera 18x24 (Technika) (1937–1943; csak 10 példány készült)
- Linhof Präzisionskamera 18x24 (Technika "Medizin" in grey; csak egyetlen példány készült)